# Wonokerto (Karang Tengah)
Wonokerto is een bestuurslaag in het regentschap Demak van de provincie Midden-Java, Indonesië. Wonokerto telt 3012 inwoners (volkstelling 2010).